# Grupo Cuscatlán
El Grupo Cuscatlán es un conglonmerado financiero salvadoreño fundado en el año 1972. Es el segundo banco más importante del país por cantidad de activos solo por detrás del Banco Agrícola.

## Historia
Cuscatlán fue fundado en el año 1972.
En 1984 se convierte en el primer banco salvadoreño en tener un cajero automático.
En 1989 se completa la construcción de la Torre Cuscatlán, sede principal del banco y que sería un icono del país, fue el edificio más alto del país hasta el año 2009.
En 2007 la junta de accionarios decidió vender el banco al Citigroup. Pero, en 2016, en un contexto de reestructuración de activos en América Latina, se decidió vender el banco a Imperia Intercontinental S.A., Quienes decidieron recuperar la marca original.
En 2019 Banco Cuscatlán decide concretar la adquisición de las operaciones de Scotiabank.
En 2022 empieza su etapa de expansión internacional con la apertura de una oficina en Guatemala y posteriormente en 2023 se abre una oficina en Honduras consolidando el grupo de Inversiones Cuscatlán Centroamérica.

## Reconociminentos
En 2024 la Cámara de Comercio e Industria de El Salvador, le otorgó la Palma de Oro al banco su liderazgo en el sector financiero.